# MasterChef All Stars Italia
MasterChef All Stars Italia è stata la versione italiana del talent show culinario MasterChef All Stars, terzo spin-off di MasterChef Italia dopo le versioni Junior e Celebrity, andata in onda dal 20 dicembre 2018 al 10 gennaio 2019 su Sky Uno.
Come in MasterChef Italia anche in questa versione tra i giudici c'è stato il cuoco Bruno Barbieri (sempre presente in tutte le declinazioni del format) insieme ad Antonino Cannavacciuolo. Ad affiancarli un terzo giudice che cambia in ogni serata: Joe Bastianich, Antonia Klugmann, Iginio Massari e Giorgio Locatelli. Le puntate vengono commentate dalla voce fuori campo di Simone D'Andrea.
In questa versione hanno partecipato i migliori aspiranti chef delle passate edizioni di MasterChef Italia che hanno accettato l'invito a rimettersi in gioco per conquistare il titolo che non erano riusciti a prendersi nella loro prima partecipazione.

## Prove
- Mystery Box: i concorrenti devono realizzare un piatto usando tutti o alcuni tra gli ingredienti trovati dentro ad una scatola, spesso con imprevisti e regole aggiuntive che rendono il tutto più difficoltoso, riguardanti la particolare tecnica di cottura oppure l'obbligatorietà o la proibizione dell'uso di un particolare ingrediente o attrezzo. I giudici, al termine della prova, passano tra le postazioni ad osservare i piatti, assaggiano solo i tre piatti che ritengono più interessanti e nominano l'aspirante cuoco vincitore della prova (scelto tra i tre migliori), che avrà un vantaggio nella prova successiva. La durata è variabile. Non vengono fatte eliminazioni nella Mystery Box.
- Invention Test: i giudici assegnano un tema da cui gli aspiranti cuochi devono partire, e il vincitore della Mystery Box ha un vantaggio particolare (per esempio scegliere l'ingrediente o il piatto che tutti dovranno cucinare fra tre possibilità, oppure ricevere consigli sulla preparazione o sugli ingredienti da un ospite speciale, oppure poter favorire o mettere in difficoltà alcuni avversari, o persino essere esentato dalla prova) e un quantitativo di tempo a disposizione per scegliere gli ingredienti in dispensa doppio rispetto agli altri concorrenti. La durata di questa prova è variabile. Al termine i giudici, dopo aver assaggiato uno per uno tutti i piatti, nominano sia il vincitore (a volte può anche essere più di uno) della prova, sia i tre cuochi che hanno cucinato i piatti peggiori, il peggiore tra i quali viene eliminato. Può succedere che ci sia un altro concorrente che abbia cucinato un piatto buono, tanto da farlo arrivare secondo, e farlo essere caposquadra dell’altra brigata della Prova in Esterna. Talvolta gli eliminati possono essere due, o nessuno, o il peggiore viene mandato al Duello e non eliminato, o tutti i tre peggiori vanno direttamente al Pressure Test.
- Prova in Esterna: gli aspiranti chef sono divisi in due squadre, di cui una indossa grembiuli blu e l'altra rossi (mentre nelle puntate finali i concorrenti, essendo rimasti in pochi, si sfidano tra di loro singolarmente) e devono preparare dei piatti da servire in una particolare situazione, in una location esterna allo studio, spesso particolare. Il vincitore dell'Invention Test può scegliere i componenti della propria squadra, di cui sarà capitano, e i piatti da preparare (l'altra squadra è formata dai concorrenti rimasti e il capitano viene autoeletto o è chi si è classificato secondo nell’Invention Test). I giudici, insieme a degli ospiti particolari o a un nutrito gruppo di commensali, giudicano la squadra migliore. Solo nella quinta edizione, i giudici potevano salvare alcuni componenti di spicco della squadra perdente.
- Pressure Test: i concorrenti della squadra che ha perso la Prova in Esterna sono sottoposti a una o più prove di carattere variabile, caratterizzate dal dover lavorare sotto pressione, cioè con elevato livello di difficoltà e poco tempo a disposizione: la più frequente è cucinare un piatto in poco tempo o con pochi o insoliti ingredienti a disposizione. Altre possibilità sono dimostrare specifiche abilità culinarie (come sfilettare il pesce o cuocere un uovo) o indovinare il nome del maggior numero di ingredienti tra quelli proposti (all'assaggio o alla vista); a queste ultime tipologie di prova segue solitamente il Duello.
- Duello: se previsto, il concorrente peggiore dell'Invention Test sfida il peggiore del Pressure Test in una prova molto impegnativa con un tempo a disposizione molto scarso (o i due peggiori del Pressure). Al suo termine si vede l'eliminazione di uno dei due.

## Riassunto edizioni
| Edizione | Emittenti | Emittenti | Periodo          | Periodo         | Puntate | Episodi | Concorrenti | Vincitore           | Giudici fissi  | Giudici fissi           | Giudici a rotazione | Giudici a rotazione | Giudici a rotazione | Giudici a rotazione |
| Edizione | Pay       | Free      | Inizio           | Fine            | Puntate | Episodi | Concorrenti | Vincitore           | Giudici fissi  | Giudici fissi           | Giudici a rotazione | Giudici a rotazione | Giudici a rotazione | Giudici a rotazione |
| -------- | --------- | --------- | ---------------- | --------------- | ------- | ------- | ----------- | ------------------- | -------------- | ----------------------- | ------------------- | ------------------- | ------------------- | ------------------- |
| 1ª       | Sky Uno   | TV8       | 20 dicembre 2018 | 10 gennaio 2019 | 4       | 8       | 16          | Michele Cannistraro | Bruno Barbieri | Antonino Cannavacciuolo | Joe Bastianich      | Antonia Klugmann    | Iginio Massari      | Giorgio Locatelli   |

## Prima edizione
La prima stagione della versione italiana del programma televisivo MasterChef All Stars Italia è andata in onda ogni giovedì dal 20 dicembre 2018 al 10 gennaio 2019 su Sky Uno. Il vincitore è Michele Cannistraro, ottavo classificato della terza edizione di MasterChef Italia. Con la vittoria ha devoluto 100.000 euro all’associazione Liberamensa, che si occupa di offrire opportunità di reintegro ai detenuti del carcere di Torino, e ne firmerà il menù. Dal 27 marzo al 17 aprile 2019 lo show è stato come al solito replicato in chiaro su TV8 pur in netto anticipo rispetto alla tempistica usuale.